# Marius Zug

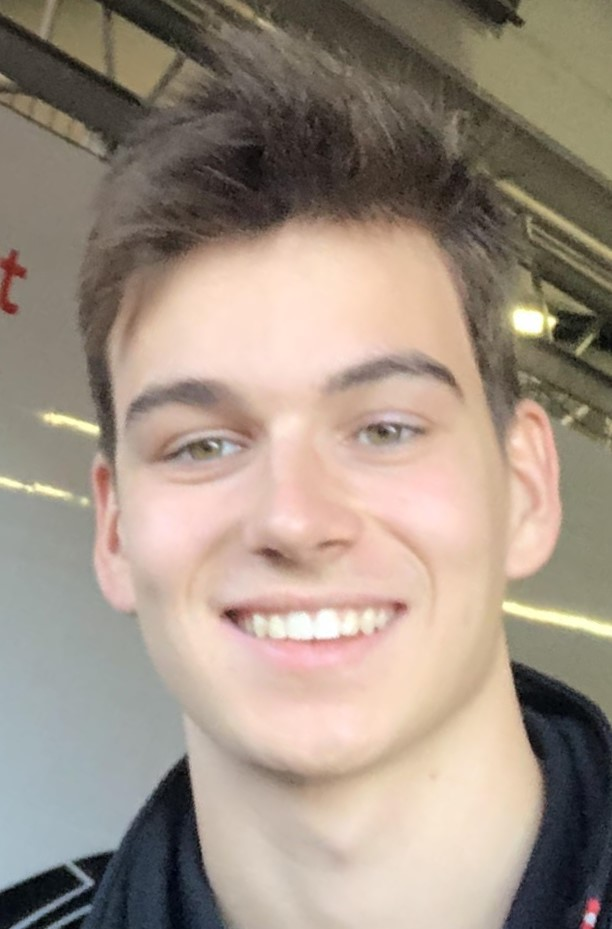
Marius Zug 2022

Marius Zug (* 6. Februar 2003 in München) ist ein deutscher Automobilrennfahrer. Im Jahr 2022  fuhr er in der DTM. Er ist der ältere Bruder der ebenfalls im Motorsport aktiven Lilly Zug.

## Karriere
Marius Zug begann 2013 im Kartsport und blieb diesem bis 2018 treu. 2017 wurde er Junior Champion im ADAC Kart Masters.
2019 erfolgte der Umstieg in den GT-Sport. So startete er in der GT4 European Series im "RN Vision STS Racing Team" auf einem BMW M4 GT4 und holte gleich am ersten Rennwochenende in Monza mit Teamkollege Gabriele Piana den Sieg in der Pro-Am-Wertung. Es folgten noch je ein Sieg in Misano und Zandvoort. Am Nürburgring gewannen sie alle beiden Rennen und schlossen die Saison in der Pro-Am-Wertung auf den zweiten Platz ab.
Parallel dazu fuhr er in der neu gegründeten Rennserie ADAC GT4 Germany, welche im Rahmen des ADAC GT Masters ausgetragen wird, ebenfalls im "RN Vision STS Racing Team" an der Seite von Gabriele Piana. 
Der erste Sieg gelang gleich beim ersten Rennen in Oschersleben. Nach einem weiteren Sieg beim 7. Lauf in Zandvoort schlossen beide die Meisterschaft auf Platz 2 ab.
Sein allererstes GT3-Rennen absolvierte Zug im Oktober 2019 im Italian GT Championship am Steuer eines BMW M6 GT3 in Monza im Team von MRS GT-Racing.
2020 und 2021 blieb Zug in dieser Serie. 2020 startete er für das italienische "BMW Team Italia" in der GT3-Kategorie. Beim 6. Lauf in Monza gelang ihm die Pole Position und im anschließenden Rennen mit Teamkollege Stefano Comandini der erste Sieg in dieser Serie.
2021 blieb er im selben Team. Bei den Sprintrennen startete er zusammen mit Stefano Comandini. Dritter Fahrer bei den jeweiligen Endurance Rennen war Bruno Spengler. Bestes Resuiltat war ein dritter Platz beim Sprintrennen in Imola.
2022 wird Zug in der DTM für das Team "Attempto Racing" einen Audi R8 LMS GT3 evo II steuern. Parallel dazu startet er auch in der GT World Challenge Europe.

## Statistik

### Karrierestationen
- 2013–2018: Kartsport
- 2019: GT4 European Series (Platz 2 Klasse Pro-Am)
- 2019: ADAC GT4 Germany (Platz 2)
- 2019: Italian GT Championship (1 Rennen)
- 2020: Italian GT Championship (Platz 5 Endurance, Platz 6 Sprint)
- 2021: Italian GT Championship (Platz 12 Endurance, Platz 13 Sprint)
- 2022: DTM
- 2022: GT World Challenge Europe
- 2023:  GT World Challenge Europe